# Vittadello
El equipo Vittadello fue un equipo ciclista italiano, de ciclismo en ruta que compitió entre 1965 y 1968. La última temporada se denominó Pepsi-Cola.

## Principales resultados
- Vuelta a Suiza: Ambrogio Portalupi (1966)
- Milán-Turín: Marino Vigna (1966)
- Giro de los Apeninos: Michele Dancelli (1967)
- Giro de Emilia: Michele Dancelli (1967)
- Giro del Piamonte: Guido De Rosso (1967)
- Giro de Reggio Calabria: Michele Dancelli (1967, 1968)
- París-Luxemburgo: Michele Dancelli (1968)
- Giro del Lazio: Giancarlo Polidori (1968)
- Trofeo Laigueglia: Michele Dancelli (1968)

### En las grandes vueltas
- Giro de Italia
  - 4 participaciones (1965, 1966, 1967, 1968)
  - 7 victorias de etapa:
    - 2 el 1965: Aldo Pifferi, Graziano Battistini
    - 3 el 1966: Vito Taccone, Severino Andreoli, Giovanni Knapp
    - 2 el 1967: Michele Dancelli (2)

  - 0 clasificación finales:
  - 0 clasificaciones secundarias:

- Tour de Francia
  - 0 participaciones

- Vuelta a España
  - 1 participaciones (1967)
  - 0 victorias de etapa: